# Лєсна Марія Іванівна
Марія Іванівна Лєсна (Лісна) (нар. 16 серпня 1949, тепер Російська Федерація) — українська радянська діячка, тістовод хлібозаводу № 3 Маріупольського хлібокомбінату Донецької області. Депутат Верховної Ради УРСР 11-го скликання.

## Біографія
Освіта середня.
З 1970 року — робітниця, тістовод хлібозаводу № 3 Ждановського (Маріупольського) хлібокомбінату Донецької області.
Член КПРС з 1982 року.
Потім — на пенсії в місті Маріуполь Донецької області.

## Нагороди
- ордени
- медалі